# Nathalie Baye
Nathalie Marie Andrée Baye (ur. 6 lipca 1948 w Mainneville) – francuska aktorka, dziewięciokrotnie nominowana do nagrody Cezara.

## Życiorys
W wieku czternastu lat zaczęła artystyczną karierę, przystępując do szkoły tańca w Monako. Trzy lata później, w 1965 wyjechała do Stanów Zjednoczonych, aby spróbować nowego świata i nowej kultury. Uczęszczała na zajęcia z baletu i tańca współczesnego w Nowym Jorku, odbyła tournée po USA z zespołem baletowym. Po powrocie do Francji, zajmowała się nadal tańcem, ale równolegle uczyła się aktorstwa i w 1972 ukończyła kurs w Simon Course przy Akademii.
Jej debiutem kinowym była rola Giselle w melodramacie komediowym Faustyna i piękne lato (Faustine et le bel été, 1972) z Isabelle Adjani. Rok później znalazła się w obsadzie amerykańskiego dramatu Roberta Wise’a Dwie osoby (Two People, 1973) u boku Petera Fondy i Lindsay Wagner. Została dostrzeżona jako script-girl w filmie François Truffauta Noc amerykańska (La nuit américaine, 1973). W latach 70. tworzyła role ekranowych dobrych i miłych dziewczyn z prowincji.
Rola Laurence Cuers, nauczycielki z Lyons w dramacie Tydzień wakacji (Une semaine de vacances, 1980) z Gérardem Lanvinem przyniosła jej nominację do nagrody Cezara, którą po raz pierwszy odebrała dla najlepszej aktorki drugoplanowej za kreację Denise Rimbaud w dramacie Jeana-Luca Godarda Ratuj kto może (życie) (Sauve qui peut (la vie), 1980) z Isabelle Huppert i Jakiem Dutronc. Następnie zyskała jeszcze dwa Cezary; za postać Niny Coline, zaniedbanej żony pracownika działu reklamy wielkiej galerii handlowej (Gérard Lanvin) w dramacie Dziwna sprawa (Une étrange affaire, 1981) u boku Michela Piccoli oraz jako Nicole Danet, paryska ulicznica w dramacie kryminalnym Równowaga (La balance, 1982) z Tchéky Karyo. W jej dorobku znalazła się m.in. ekranizacja bestsellerowej powieści historycznej Janet Lewis, której akcja rozgrywa się w XV-wiecznej Francji w dobie wojny stuletniej Powrót Martina Guerre (Retour de Martin Guerre, 1982) z Gérardem Depardieu i Tchéky Karyo, dramat kryminalny Jeana-Luca Godarda Detektyw (Détective, 1985) z Johnnym Hallydayem, Emmanuelle Seigner i Julie Delpy oraz dramat telewizyjny Rogera Spottiswoode’a HBO A orkiestra grała dalej (And the Band Played On, 1993) u boku Matthew Modine'a i Alana Aldy. W 1986 powróciła do teatru.
Kolejne nominacje do nagrody Cezara zdobyła za rolę Helene w dramacie Wychodzę za mąż za martwego człowieka (J'ai épousé une ombre, 1983) z Madeleine Robinson, za postać sprytnej aktorki i laureatki Cezara Camille Valmont w dramacie Co drugi weekend (Un week-end sur deux, 1990), jako Angèle Piana, pracownica salonu piękności „Vénus” w melodramacie komediowym Salon piękności Venus (Vénus beauté (institut), 1999) z Samuelem Le Bihanem i Audrey Tautou oraz za rolę Carole w melodramacie Uczucia (Les sentiments, 2003). Jej kreacja w melodramacie Związek pornograficzny (Une liaison pornographique, 1999) z Sergi Lópezem została uhonorowana Pucharem Volpiego dla najlepszej aktorki na 56. MFF w Wenecji. Czwartą w jej karierze nagrodę Cezara odebrała za kreację komendant Caroline „Caro” Vaudieu w dramacie kryminalnym Młody porucznik (Le petit lieutenant, 2005).
Zasiadała w jury konkursu głównego na 49. MFF w Cannes (1996).
Jej długoletnim partnerem był muzyk Johnny Hallyday (byli razem w latach 1982-2006). Para ma córkę Laurę Smet (ur. 15 listopada 1983).

## Nagrody
- Cezar
  - 1980: Ratuj kto może (Najlepsza Aktorka Drugoplanowa)
  - 1981: Dziwna sprawa (Najlepsza Aktorka Drugoplanowa)
  - 1982: Równowaga (Najlepsza Aktorka)
  - 2005: Le Petit lieutenant (Najlepsza Aktorka)